# Шорнак
Шорнак (каз. Шорнақ) — село в Туркестанской области Казахстана. Административный центр Сауранского района и Шорнакского сельского округа. Код КАТО — 512657100.

## Население
В 1999 году население села составляло 2855 человек (1449 мужчин и 1406 женщин). По данным переписи 2009 года в селе проживало 2986 человек (1503 мужчины и 1483 женщины).